# Scaphytopius ferruginosus
Scaphytopius ferruginosus är en insektsart som beskrevs av Keti Maria Rocha Zanol 2000. Scaphytopius ferruginosus ingår i släktet Scaphytopius och familjen dvärgstritar. Inga underarter finns listade i Catalogue of Life.